# Trnovec nad Váhom
Trnovec nad Váhom és un poble i municipi d'Eslovàquia que es troba a la regió de Nitra, al sud-oest del país. El 2022 tenia una població estimada de 2.769 habitants.

## Demografia
| Godina             | 1994 | 2004   | 2014   | 2024   |
| ------------------ | ---- | ------ | ------ | ------ |
| Nombre de persones | 2466 | 2603   | 2688   | 2757   |
| Diferència         |      | +5,55% | +3,26% | +2,56% |

| Godina             | 2023 | 2024   |
| ------------------ | ---- | ------ |
| Nombre de persones | 2775 | 2757   |
| Diferència         |      | −0,64% |